# Strada Statale 130 Iglesiente

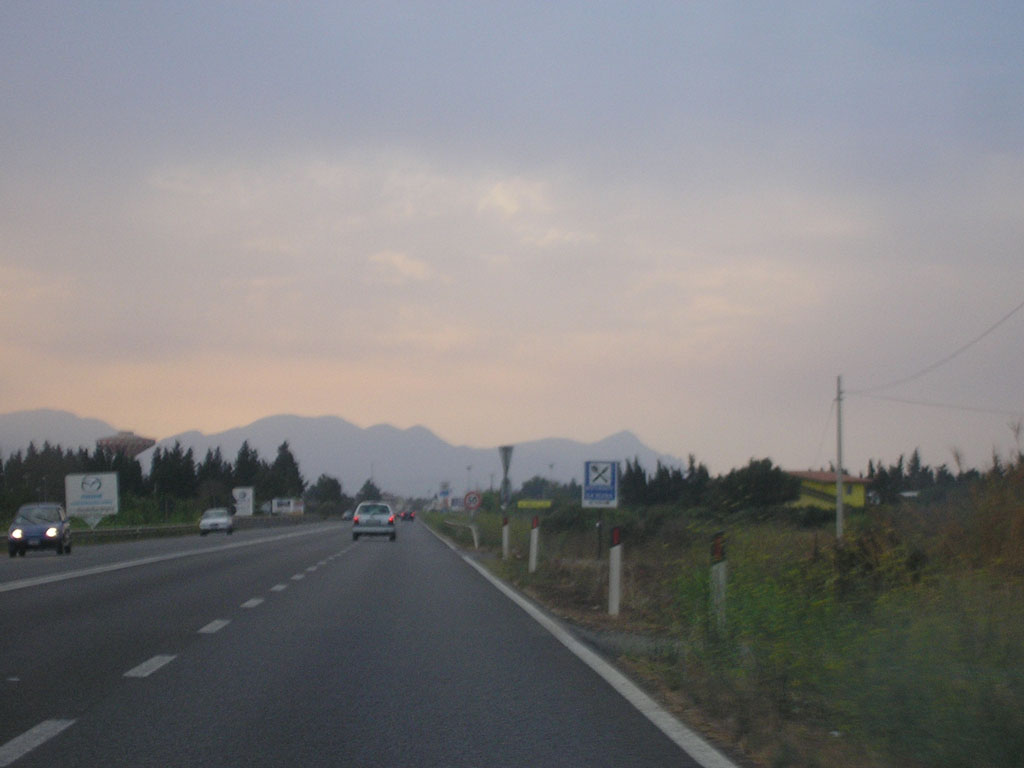
Die SS 130 Iglesiente

Die SS 130 Iglesiente ist eine bedeutende Staatsstraße auf Sardinien. Sie führt von der Regionalhauptstadt Cagliari im Süden über Elmas (Flughafen Cagliari), Assemini, Decimomannu, Siliqua, Musei und Domusnovas entlang der Bahnstrecke Decimomannu–Iglesias nach Iglesias im Südwesten der Insel, wo sie in die Strada Statale 126 Sud Occidentale Sarda übergeht. Es handelt sich um eine von der ANAS betriebene autobahnähnliche Straße. Die SS 130 ist nach dem Bergbaugebiet Iglesiente benannt. 
Straßenbenutzungsgebühren werden nicht verlangt.